# Station Gułtowy
Station Gułtowy is een spoorwegstation in de Poolse plaats Gułtowy.